# Vincent-Marie Bouvot
 (mai 2011).
Vincent-Marie Bouvot (né en 1963) est un compositeur, arrangeur, et réalisateur artistique, français. Il est notamment connu pour son travail de composition et de réalisation pour Julie Pietri,  Elsa, Zazie et Florent Pagny. L'agence de réalisateurs et d'ingénieurs du son FLAM collabore avec lui depuis 2004.

## Enfance
Né le 4 août 1963 à Boulogne-Billancourt, il manifeste une passion précoce pour la musique et le son. Dès l'âge de 4 ans, entre des cours de piano puis de violon, il utilise son temps libre pour enregistrer le moindre son avec le magnétophone Radiola de ses parents. A 14 ans il fonde son premier groupe : Chorus Aéropé.
Plus tard, il coupera court à des études de lettres modernes et philosophie comparée à la faculté de Nanterre (92) pour étudier la musique contemporaine et sera initié aux Ondes Martenot par Jeanne Loriod.

## Ses débuts
Il fait ses études de violon et de solfège au conservatoire de Deuil la Barre (95), puis de composition et de musique concrète et électro-acoustique au Conservatoire Régional de Musique de Pantin encadré par Steeve Swraley. Vincent-Marie prendra brièvement à cette époque des cours d'Harmonie à la Schola Cantorum avec Pierre Doury. Parallèlement, il intègre le groupe de  rock New-Wave Fatidic Seconde puis devient, un an plus tard, le claviériste de Sapho. Il commence en 1985 sa carrière de musicien de studio, de réalisateur et d'arrangeur, et commence à composer pour les autres : Il joue du clavier et assure les programmations sur One for the Soul de Lizzy Mercier Descloux. Il compose son premier grand succès en 1986 avec la musique du tube Ève lève-toi pour Julie Pietri. Le 45 tours reste classé plus de 6 mois au Top 50 et se vend à près d'un million d'exemplaires. Durant cette période, Vincent-Marie compose et réalise pour la chanteuse l’album Le premier jour, qui paraît en 1987. Le single Nouvelle vie en sera le deuxième succès. Entre-temps, il compose pour la radio et la télévision des génériques d’émissions. On lui doit le générique de l’émission musicale Starter sur France Inter, ainsi que le générique de Direct', émission quotidienne de Canal+, à la fin des années 1980. Il compose aussi des musiques de films pour Nuit docile de Guy Gilles (1986) et Poussière d'ange d’Édouard Niermans (1987, avec Bernard Giraudeau). En 1988, Vincent-Marie réalise et compose pour le premier album d’Elsa, album éponyme qui se vendra à 850 000 exemplaires dont les singles extraits « Quelque chose dans mon cœur », « Jour de neige » et « Jamais nous » connaîtront également un très grand succès.

## Les années 1990
Début des années 1990, il écrit l'intégralité des musiques du deuxième album d'Elsa, Rien que pour ça. En 1993: Première victoire de la musique pour le titre Sucré salé de Zazie qu'il a composé, ainsi que la majorité des titres de son premier album Je, tu, ils.
Succès d’estime ensuite pour l’album remarqué de Peter Kröner Un monde, un dieu, une bière, salué par la critique avec notamment le single Je te regarde quand tu dors la nuit. En 1994,  il travaille avec la chanteuse Nicoletta sur son album J'attends, J'apprends, pour lequel il compose deux titres. L'année suivante, il réalise le deuxième album de Zazie, Zen, dont il compose certains titres phares dont Un point c'est toi victoire de la musique du meilleur clip 1997) et Larsen. L’album est consacré par une troisième victoire de la musique, celle du meilleur album féminin en 1998, il se vendra à plus de 500 000 exemplaires. 
En 1996, il réalise le premier album de Boochon, Les femmes préfèrent prendre le bus, album duquel seront extraits les singles Clarisse & Sébastien et Miss Paradise. Il fait de même en 1997 pour le deuxième album de Peter Kröner, Où les filles vont. Début 1999, il réalise, arrange et remixe pour BMG International I miss you so, Hit interprété par Judith Bérard.

## Les années 2000
Début 2000, Vincent-Marie Bouvot entreprend une partie de la réalisation et des arrangements pour l’album Châtelet les Halles de Florent Pagny. Environ 650 000 albums seront vendus. Il réalise également trois des titres de l’album éponyme d’Anna Torroja, chanteuse du groupe espagnol Mecano. Il écrit la musique du titre Ce qu'il me reste de toi sur l'album Fragile de Julie Zenatti, sur des paroles de Zazie. 
En 2001, il compose un titre sur l'album Amoureux de vous ! de Dick Rivers. Puis en 2002, il écrit le titre Caminare Sola pour l'album de Cristina Marocco, À côté du soleil. L'année suivante, il réalise Tout à l'envers, chanson de Karen April, pour Epic / Sony et sort un album de musique instrumentale lounge.  
En 2004, il achève après plus de cinq mois de travaux la construction de son cinquième studio d'enregistrement. Baptisé alors XRS (Xumo recording studio), il est renommé en 2009 Unreal World. Il réalise également le deuxième album de Cédric Atlan, Aparté Pop. En 2005, le label XUMO est créé, dont Vincent-Marie Bouvot devient actionnaire et manager. C'est dans le cadre de cette nouvelle structure que jusqu'à fin 2008 il écrit, réalise, arrange, enregistre et mixe les productions de Lena Ka et d'Arno Santamaria, et qu'il réalise entre autres les enregistrements d'Absolute et des Wasters.
En 2006, il arrange, coécrit et réalise l'album de Zoé, artiste repérée puis produite par Luc Besson. Cet album sortira sur le label de ce dernier, Europa Corp, une distribution Warner. L'année suivante, une compilation d'artistes indépendants, Nés sous X, sort chez XUMO. Vincent-Marie Bouvot y apparaît en tant qu'interprète sous le pseudonyme de Vim Lyons. Il y signe également un titre pour Patrick Coutin, Les Anges de Poussière. Il compose la chanson de Game Over, qu'il réalise, arrange et mixe. Il fait de même sur les titres De quel Côté d'Arno Santamaria, Taché de Sang de Vaccarès et Les Filles s'émancipent de Cédric Atlan, inclus dans cette même compilation.
En 2008, il prend en charge les arrangements et la réalisation de l'album de Stéphanie Sandoz, À côté d'elle. Sortie également du second extrait de l'album de Lena Ka La fin de l'Orage, dont Vincent-Marie Bouvot assure la composition, la réalisation, les arrangements et le mixage. En 2009, il coécrit, arrange et réalise la musique du Téléthon : un slam par l'auteur et interprète Aimé Nouma, et collabore avec l'ingénieur Olivier Falavier fin 2009 pour réaliser et mixer un enregistrement du Pata Pata de Miriam Makeba par le groupe sud-africain Africa Umoja. Vincent-Marie Bouvot entreprend la réalisation, les arrangements et l'enregistrement d'un quatre titres extrait du futur premier album studio de Jool. Puis il réalise, arrange et mixe deux titres phares de l'album de Thierry de Cara sortis sur le label My Major Company. Enfin il cosigne, réalise, arrange et mixe deux titres de Luka parus chez Akamusic. Le single Parler aux oiseaux restera dans le peloton de tête Virgin des ventes Trip-hop/électro durant l'été 2010.

## Les années 2010
En 2010, Vincent-Marie Bouvot entame une collaboration avec Henri Loevenbruck, écrivain et auteur-compositeur-interprète, pour la réalisation, les arrangements et l'enregistrement des 6 premiers titres de son album Travailler moins. En avril 2010, il livre la bande son et la musique qu'il a composées pour la campagne KAOS. Il collabore ensuite avec Barbara Beghin à la musique de ses titres Pas seulement pour lui et Être libre pour lesquels il assure également réalisation, arrangements et mixage. Il réalise pour KAOS au cours de l'été 2010 la musique et le design sonore d'un jeu vidéo pour le groupe Alstom. En 2014, Vincent-Marie Bouvot collabore à nouveau avec Julie Pietri pour laquelle il compose et produit la musique de L'Amour est en vie, chanson de l'album du même nom.
Les années 2020 : Archives en cours de classement

## Discographie
- 1985 : Christophe Jenac, singles Bleu de Chine et Nous n'avons pas choisi ce monde
- 1986 : Julie Pietri, single Ève lève-toi
- 1986 : BOF Nuit docile de Guy Gilles
- 1987 : Julie Pietri, album Le premier jour
- 1987 : BOF Poussière d'ange d'Édouard Niermans
- 1987 : Christophe Jenac, single Ça fait mal
- 1987 : Elsa, single Quelque chose dans mon cœur
- 1988 : Elsa, album Elsa
- 1988 : Christophe Jenac, single Swimming pool
- 1990 : Elsa, album Rien que pour ça
- 1991 : Caroline Legrand, album À fleur de peau
- 1992 : Zazie, album Je, tu, ils (avec notamment le single Sucré, salé)
- 1993 : Peter Kröner, album Un monde, un dieu, une bière
- 1995 : Zazie, album Zen (avec notamment les singles Larsen et Un point c'est toi)
- 1995 : Sol en si, titre Dodo Rémi chanté par Alain Chamfort et Zazie
- 1995 : Nicoletta album J'attends, J'apprends
- 1996 : Boochon, album Les femmes préfèrent prendre le bus
- 1997 : Peter Kröner, album Où les filles vont
- 1998 : Marina Rei, album Al di la' questi anni
- 2000 : Julie Zenatti, album Fragile
- 2000 : Florent Pagny, album Châtelet les Halles
- 2001 : Ana Torroja, album Ana Torroja (album)
- 2001 : Dick Rivers, album Amoureux de vous !
- 2003 : Karen April, single Tout à l'envers
- 2003 : Cristina Marocco, album À côté du soleil
- 2004 : Cédric Atlan, album Aparté Pop
- 2006 : Zoé, album Tout va bien
- 2007 : Compilation Nés sous X
- 2008 : Stéphanie Sandoz, album À côté d'elle
- 2008 : Lena Ka, single La fin de l'orage
- 2009 : Aimé Nouma, Tous plus forts que tout, single officiel de la campagne du Téléthon
- 2009 : Luka, single Parler aux oiseaux
- 2010 : Barbara Beghin, single Pas seulement pour lui
- 2010 : Stan Florentin, single L'envie
- 2012 : Anoki, EP : L'Allumeur d'étoiles
- 2014 : Julie Pietri, chanson L'amour est en vie